# Andre Dawkins
Pour les articles homonymes, voir Dawkins.
Andre Dawkins, né le 19 septembre 1991, à Fairfax, en Virginie, est un joueur américain de basket-ball. Il évolue au poste d'arrière.

## Palmarès
- Champion NCAA 2010